# Carlos Julio Arosemena Tola

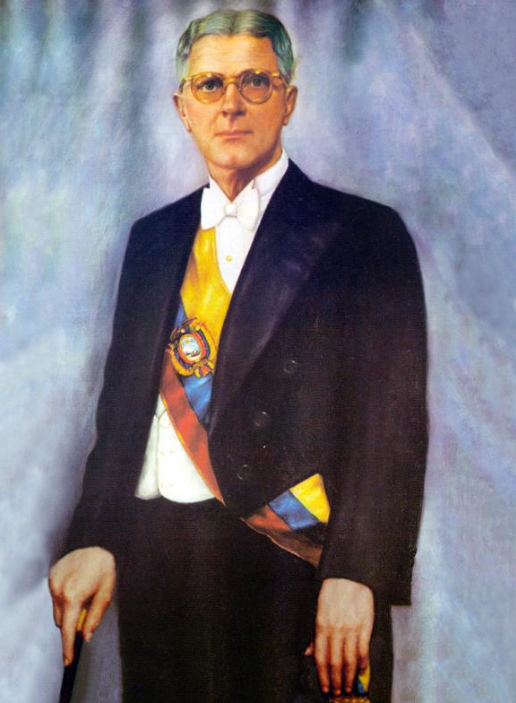
Carlos Julio Arosemena Tola mit Präsidentenschärpe

Carlos Julio Arosemena Tola (* 12. April 1888 in Guayaquil; † 20. Februar 1952 ebenda) war ein ecuadorianischer Bankier. Vom 17. September 1947 bis zum 31. August 1948 war er Präsident seines Landes.

## Leben
Arosemena war Mitglied der Handelsbourgeosie seiner Heimatstadt Guayaquil, der Handelsmetropole Ecuadors. Sein Vater war ein aus Panama eingewanderter Kaufmann und Bankier. Seine Mutter stammte aus der lokalen Oberschicht. Arosemena besuchte zunächst eine Schule in Guayaquil und wurde 1895 von seinen Eltern nach Panama geschickt. Ab 1898 besuchte er das Seaton Hall College in New Jersey und studierte später Medizin an der Cornell University in New York. Sein Medizinstudium brach er jedoch ab und kehrte 1905 nach Guayaquil zurück. Er arbeitete für den Banco del Ecuador, dessen Manager sein Vater war. Nach dem Tod seines Vaters im Jahr 1917 zog sich Arosemena aus der Bank zurück und eröffnete zunächst ein Geschäft, in dem er importierte Spezialitäten verkaufte und später auch Geld wechselte. 1920 gründete er die Bank Banco de Descuento, da er festgestellt hatte, dass die örtlichen Handelshäuser höheren Finanzierungsbedarf hatten, als ihnen bisher möglich war. Er war bis zu seinem Tod 1952 Präsident der Bank. Seit der Schließung des Banco del Ecuador 1931 war der Banco de Descuento eine der beiden größten Banken Guayaquils. Arosemena war Mitglied und zeitweiliger Vorsitzender verschiedener lokaler und nationaler Wohltätigkeitsorganisationen. 
Er wurde 1947 vom Parlament zum Präsidenten Ecuadors gewählt, nachdem José María Velasco Ibarra in seiner zweiten Amtszeit vom Verteidigungsminister gestürzt worden war. Arosemena, der zuvor nie ein öffentliches Amt wahrgenommen hatte, war mit breiter Mehrheit gewählt worden und bildete eine Regierung, die alle politischen Lager mit Ausnahme der Kommunisten einschloss. Seine Hauptaufgabe war, die politische Lage zu beruhigen, was während seiner Präsidentschaft gelang. Außenpolitisch verfolgte er den Anschluss Ecuadors an die „westliche Welt“, indem er unter anderem die Charta der Organisation Amerikanischer Staaten unterzeichnete und die diplomatischen Beziehungen zur Sowjetunion unterbrach. Er empfing eine Gesandtschaft des Internationalen Währungsfonds unter Leitung von Robert Triffin, auf deren Empfehlung 1948 ein neues Währungsgesetz verabschiedet wurde, das Ecuador in das Bretton-Woods-System eingliederte und die Junta Monetaria als oberstes Kontrollorgan in Währungsfragen schuf. Mit der Charta von Quito als Abschluss der ersten großkolumbianischen Konferenz, wurden Vorarbeiten für den späteren Andenpakt geschaffen. 
Unter seiner Leitung wurden auch die freien Wahlen des Jahres 1948 organisiert, die der gemäßigte Liberale Galo Plaza Lasso gewann. 
Arosemena war seit 1915 mit Laura Monroy verheiratet. Sie hatten sieben Kinder, darunter Carlos Julio Arosemena Monroy, der zwischen 1961 und 1963 Präsident Ecuadors war. Arosemena starb 1952 nach fast drei Jahren Bettlägerigkeit infolge von einer sich ständig verschlechternden Arthrose. Sein Grab befindet sich in einem Mausoleum aus Carrara-Marmor auf dem städtischen Friedhof von Guayaquil.
Die von Arosemena gegründete Bank wurde 1985 als bankrott geschlossen.